# 나트라나이로비우스과
나트라나이로비우스과 (Natranaerobiaceae)은 클로스트리디움강에 속하는 세균 과이다. 나트라나이로비우스목 (Natranaerobiales)의 유일한 과이다. 호열성 세균이다.

## 하위 분류
- 나트라나이로바쿨룸속 (Natranaerobaculum) Zavarzina et al. 2013
  - N. magadiense
- 나트라나이로비우스속 (Natranaerobius) Mesbah et al. 2007
  - N. thermophilus
  - N. trueperi
- 나트로노비르가속 (Natronovirga) Mesbah and Wiegel 2009
  - N. wadinatrunensis